# Digital Video

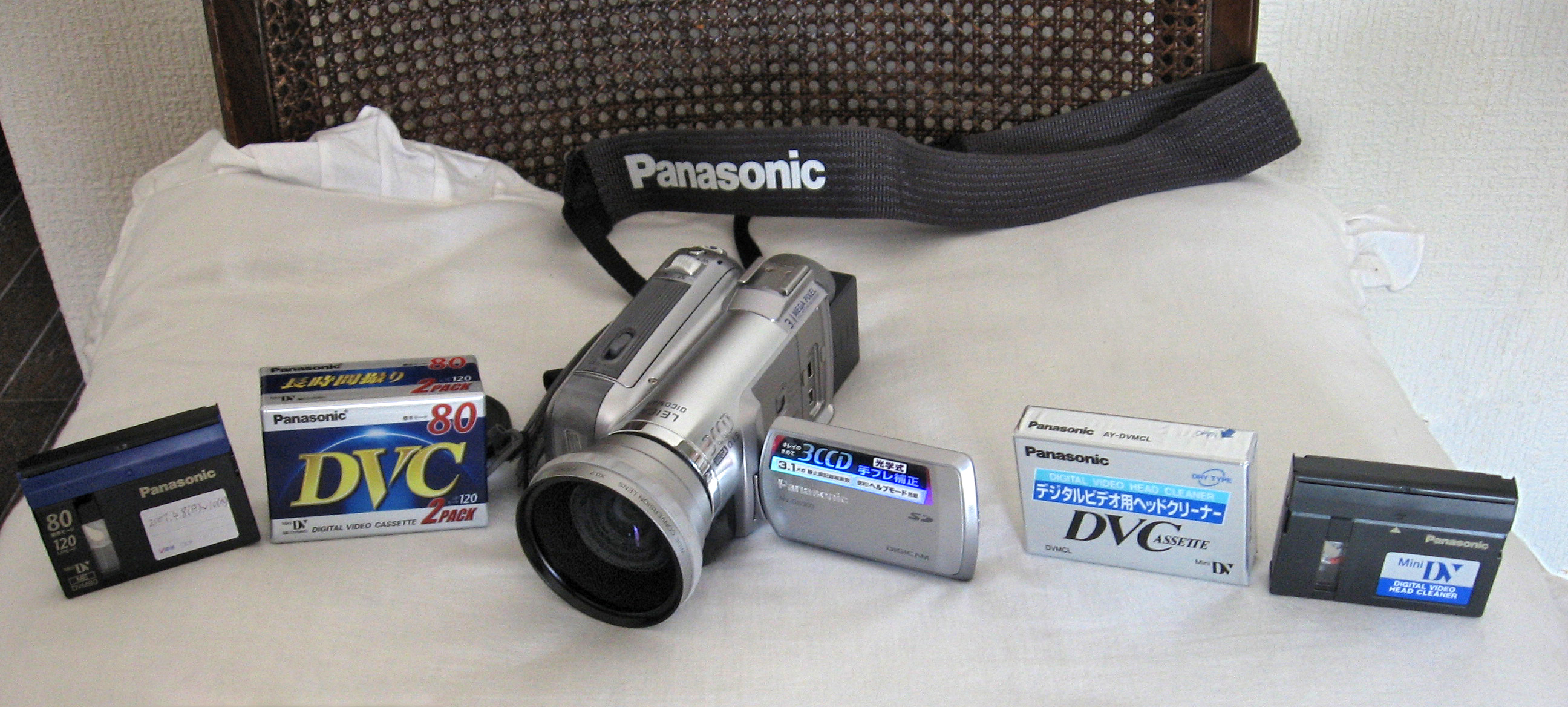
Een DV-camera met diverse soorten tapes.

Digital Video (DV) is een videoformaat dat in 1996 werd geïntroduceerd.

## Techniek
Het formaat codeert video op een magneetband in een digitaal formaat met DCT-compressietechniek. De DV-tape bestaat in 2 formaten: MiniDV en DV. Beide slaan de video-opname op met 25 Megabit per seconde, wat ongeveer overeenkomt met 3,6 Megabyte per seconde. De opslagcapaciteit van de MiniDV-cassettes ligt rond de 12,66 Gigabyte voor een 60 minutencassette. MiniDV en DV verschillen alleen qua behuizing en tapelengte. De beeldkwaliteit hangt af van de camera. DV-camera's zijn te vinden met 1 en met 3 CCD. Bij de 3 CCD-typen is de beeldkwaliteit, met name in zeer lichte en zeer donkere omstandigheden, significant beter. De compressietechniek maakt gebruik van DCT (Discrete cosinustransformatie) maar is speciaal aangepast voor opslag op magneetband. Het beeld is opgedeeld in macroblokken, elk bestaande uit 4 DCT-blokken. Verder worden 6 macroblokken, genomen uit ver uit elkaar liggende plaatsen in het beeld, gecodeerd in een constant aantal bits. Ten laatste wordt elke macroblok vrijwel geheel afgebeeld op een sync-blok op de band. Dit alles maakt het mogelijk te kunnen zoeken (vooruit en achteruit met hoge snelheden) alsook fouten op de band vrijwel onzichtbaar te kunnen herstellen.

## Kwaliteit en standaarden
De kwaliteit is hoger dan van analoge formaten zoals Video8, VHS-C of Hi8, en vergelijkbaar met het eveneens digitale systeem Digital8.
DVCAM is een verbeterde versie: de snelheid van de tape is hoger en de spoortjes op de tape zijn iets breder. Het is mogelijk om DVCAM-bandjes in een camera met grote DV-bandjes te gebruiken. Dezelfde tape voor MiniDV 63 minuten gaat dan in 42 minuten door de camera. DVCAM-camera's zijn bedoeld voor (semi)professioneel gebruik en hebben doorgaans ook meer uitgebreide instellingen en XLR-microfoonaansluitingen. Een voorbeeld is de SONY DV-Cam PD 170.
DVCPRO is een professioneel digitaal videosysteem van Panasonic en komt in drie smaken:
DVCPRO (25 Mbit/s = identiek aan DV en MiniDV), DVCPRO 50 (50 Mbit/s) en DVCPRO HD (100 Mbit/s). De opnamekwaliteit van DVCPRO 50 is vergelijkbaar met Digital Betacam van Sony. Het verschil is echter dat alleen Sony Digital Betacam produceert en DVCPRO naast Panasonic ook door Philips/Thomson, Ikegami en Hitachi op de markt gebracht wordt.
HDV:
Er bestaat sinds medio 2005 ook een hoge-definitieversie van DV en MiniDV die HDV wordt genoemd. Beter gezegd: HDV kan sindsdien ook opgeslagen worden op DV en MiniDV. HDV-opgenomen materiaal kan niet op een gewone DV-camera worden weergegeven.
Er zijn momenteel 2 standaarden: 720p (JVC) en 1080i (Sony). Ook hier bestaan consumentenversies en producentenversies, met als belangrijkste verschillen dat de pro-versie op DVCAM kan opnemen, naast HDV, en XLR-microfooningangen heeft die gescheiden zijn te regelen. De consumerversie kan HDV en DV opnemen. Onder andere Apples videomontageprogramma's Final Cut Pro en Final Cut Express zijn sinds najaar 2005 geschikt om zowel HDV- als DV-materiaal te bewerken.
AVCHD:
AVCHD is een heel nieuw formaat voor opnemen en afspelen van video met een hoge resolutie. De afkorting staat voor Advanced Video Codec High Definition. De AVCHD standaard is ontwikkeld door een samenwerking van Matsushita Electric Industrial Co., Ltd. (beter bekend onder de merknaam Panasonic) met de Sony Corporation. De gebruikte compressietechniek is uitermate efficiënt. Ongeveer twee keer zo efficiënt als de voor DVD en HDV gebruikte MPEG-2 standaard.
AVCHD is ontwikkeld om op DVD schijven, harde schijven, solid-state geheugen, verwijderbare flash geheugen opgenomen te kunnen worden.
AVCHD is tevens ontwikkeld om compatibel te zijn met het Blu-ray Disc formaat. Echter, niet alle Blu-ray spelers kunnen AVCHD bestanden afspelen, aangezien AVCHD niet is opgenomen in de Blu-ray standaard.
Eind 2006 kwamen de eerste camcorders van Sony en Panasonic op de markt gevolgd door Canon en JVC. Deze laatste camcorders waren voornamelijk bedoeld om met AVCHD tegengas te geven tegen het oprukken van het HDV- en XDCAM EX (Sony) formaat.
AVC (ook H.264/MPEG-4 part 10 genoemd) is een verdere doorontwikkeling van het bekende MPEG-2 formaat dat we gebruiken bij het coderen van onze DVD’s. De ingewikkelde en verwarrende benaming is te wijten aan het feit dat er twee verschillende organisaties aan deze standaard gewerkt hebben. Te weten de ITU-T Video Coding Experts Group (VCEG) en de ISO/IEC Moving Picture Experts Group (MPEG). Hun samenwerking kreeg weer de naam Joint Video Team (JVT). De ITU-T H.264 standaard en de ISO/IEC MPEG-4 AVC standaard (officieel ISO/IEC 14496-10 - MPEG-4 Part 10) worden gezamenlijk onderhouden om er zeker van te zijn dat de standaarden technisch gezien identiek zijn.
Belangrijk om te weten is dat AVC, H.264 en MPEG-4 part 10 hetzelfde bestandsformaat is. Op internet wordt AVC meestal H.264 genoemd. Onder meer YouTube en iTunes gebruiken H.264.